# Bunuri mobile din domeniul carte veche și manuscris clasate în patrimoniul cultural național al României aflate în județul Tulcea
Acestă listă conține bunurile mobile din domeniul carte veche și manuscris clasate în Patrimoniul cultural național al României aflate la momentul clasării în județul Tulcea.

## Tezaur
| Foto | Informații generale | Detalii tehnice | Descriere | Deținător                                                    | Legături |
| ---- | --- | --- | --- | ------------------------------------------------------------ | -------- |
|      | Hauspostilla Autor: DE. Mart. Luther | Școală: Gedruckt durch Hans Lufft Dimensiuni: in folio mare (31 x 22) | Hauspostilla//uber dei Sontags und//der fur nemesten Feste Evan=//gelin/Durch's gantze jar.//D. Mart. Lutther//Wittemberg//Gedrucht durch Hans Lufft//1563. | Institutul de Cercetări Eco-Muzeale „Gavrilă Simion”, Tulcea | Cimec    |
|      | Le Metamorfosi Autor: di Ovidio; Ridotte da Giouanni Andrea dell Anguillara, in ottaua rima | Datare: 1580 Școală: Appresso Fabio et Agostino Zoppini fratelli Dimensiuni: In 8 (21,5 x 15,5 cm) Material: hartie                                                                                     | | Institutul de Cercetări Eco-Muzeale „Gavrilă Simion”, Tulcea | Cimec    |
|      | Coran | Datare: [sec. XVII-XVIII] Dimensiuni: 19 x 12,5 cm Material: hărtie subțire și mai groasă. | | Institutul de Cercetări Eco-Muzeale „Gavrilă Simion”, Tulcea | Cimec    |
|      | Noul Testament | Datare: 1648 Dimensiuni: In folio (28,5 x 19 cm) Material: Hârtie cu filigran stema. | Noul // Testament. // sau, // împăcarea, au leagea noao. // a lui I[isu]s H[risto]s Domnului nostru. // Izvodit cu mare socotință, den // izvod Grecescu, și slovenescu, pre // Limba Rumâneasca, Cu îndemnarea și // porunca, denpreună cu toată cheltuiala, // A Măriei sale, // Gheorghie Racoți, // Craiul, // Ardealului, i proce. // Tipăritu-s-au întru a Marii sale // Tipografie, Dentaiu nou, // în Ardeal în cetatea // Belgradului. // Anii, de la întruparea domnului si mântuito // riului nostru I[isu]s H[risto]s. 1648 // luna lui Ghenuariu, 20. | Institutul de Cercetări Eco-Muzeale „Gavrilă Simion”, Tulcea | Cimec    |
|      | Îndreptarea legii cu Dumnezeu: Pravila sfinților apostoli, a ceale 7 Saboare și toate ceale nameastnice | Datare: 1652 Școală: În Sfânta Mitropolie Dimensiuni: In folio (30 x 19 cm) Material: hârtie | Îndreptarea legii // cu D[u]mnezeu. // Carea are toată judecata // arhierească și împărătească de toate vinil[i] // Preoțești și Mirenești. // Pravila Sfinților ap[o]s[to]li, aceale 7 Sab[oare] // și toat[e] ceal[e] nameastnice. Lângă aceasta și ale S[finților] // Das[căli] ai lumii: Vasil[ie] vel, Timotei, Nic, Nicolae. // Teologhia Dumnezeeștilor B[o]goslov[i], scrise // mai nainte și tocmite, cu porun[ca] și învățătur[a] // Blagocestivului împărat kir Ioan Comninul. De cuvânt. // Diac[on] al Mar[ii] Besear. lui D[u]mn[e]z[eu]. și păzitor de Pravila kir // Alexie Aristinu. Iar acum de întâi prepusă toată depre // ellineaște pre limba Rum[ânească], cu nevoința și userdia și cu // toată cheltuiala a preas[fințitului] de H[risto]s kir Ștefan cu // mila lui D[u]mn[e]zeu Mitrop. Târgov. Exar[hul] Plaiul[ui] și a tot U[n]g[rovlahia]. // În Târgoviște // În Tipografia prealuminatului mieu Domn, Io Matei V. // Bas[arab], în S[fânta] Mitr[opolie], în Casa Nălțirii Domnului nostru I[isu]s H[risto]s. //Mr. 20 vleat 7160. A lui Hs. 1652 v Por. vel. | Institutul de Cercetări Eco-Muzeale „Gavrilă Simion”, Tulcea | Cimec    |
|      | Precestnyi Akathjstu i Molebenu Prestei Bci: kanonu Voskr[e]senu i procje sp[o]stelnye mol[e]by, ku G[o]s[po]du n[a]s[e]mu I[isu]s Chr[i]stu/ tălmăcită de pre limba slovenească, pe limba Rumâniască cu osteneala preasfințitului Dosoftei. | Datare: 1673 Școală: UNIEV [Mejgorie-Ucraina] / În Manastirea Unievului. Dimensiuni: In - 8 mare (19 x 16 cm) Material: hârtie bombicină                                                                | Precestnyi // Akathjstu // i Molebenu // Prestei Bci. // Kanonu Voskr[e]senu, // i procje sp[o]stelnye mol[e]by, // ku G[o]s[po]du n[a]s[e]mu I[isu]s Chr[i]stu. // tălmacită de pre limba slovenească, pe // limba Rumâniască. // trudoljubjemu i tstanjemu, // preosstennago kur g[ospodi]na ot[i]ca Dosothee, mi // tropolity Sucavskago, i vsee Moldavskja // zemle. // V Monastiru Unevskomu, // tupomi izobrazise // Rok 1673. | Institutul de Cercetări Eco-Muzeale „Gavrilă Simion”, Tulcea | Cimec    |
|      | Biblia adecă Dumnezeiasca Scriptură | Datare: 1688 Școală: În scaunul Mitropoliei Bucureștilor [Tip. Domnească] Dimensiuni: In folio (41,5 x 27 cm) Material: hârtie cu filigran                                                              | Biblia // adecă // Dumnezeiasca Scriptură // ale cei vechi și ale cei noao leage // toate // care s-au tălmăcit dupre limba elinească spre înțeleagerea // limbii rumânești cu porunca Preabunului creștin, // și luminatului domn // Ioan Șărban, Ca[n]tacozino Basarab Voievod // și cu îndemnarea dumnealui // Costa[n]din Brâncoveanul Marele Logofăt. // Nepot de sora al Măriei sale, carele după prestavirea acestui mai // sus pomenit domn, Putearnicul Dumnezau den aleagerea a toatei // Țări Rumânești, pre dumnealui l-au coronat cu domnia și stăpâ // nirea a toată Țara Ugrovlahiei. Și întru zilele Măriei sale s-au // săvârșit acest dumnezăiesc lucru. Carele și toată // cheltuiala cea desăvârșita o au rădicat. // Tiparitu-s-au întâiu în scaunul Mitropoliei Bucureștilor, // în vreamea păstoriei Preasfințitului părinte chir Teodosie // mitropolitul țării, și exarhu laturilor, // Și pentru cea de obște priință, s-au dăruit, neamului rumânesc. // La anul de la Facerea lumii, 7197, // iară de la Spășenia lumii, 1688. // În luna lui noiemvri în 10 zile. | Institutul de Cercetări Eco-Muzeale „Gavrilă Simion”, Tulcea | Cimec    |
|      | Thei on kai hieron E yagghelion, Hellenoblakhikon [...] = Sfânta și dumnezăiasca Evanghelie elinească și rumânească / Cu a blagocistivului, prealuminatului domn [...] Ioan Constantin Basarab Voievod, porunca și cheltuiala                | Datare: 1693 Școală: Întru Sfânta Mitropolie a Ugrovlahiei / [Antim] Dimensiuni: In folio (30 x 22 cm) Material: hârtie bombicină                                                                       | Thei on // kai hieron // E yagghelion, // Hellenoblakhikon [...] = Sfânta // și d(u)mnezăiasca // Evanghelie // elinească și rumânească, acu-// ma întâiu alcătuită întra-// mândoao li(m)bile, și după gre-// cească ai bisearicii orâ(n)duială // așezată. Cu a blagocistivului, // prea luminatului și a mare cu-// viințatului, domnu și oblă-// duitoriu a toată Ungruvlahiia, // Ioan Costandin Basarab // voievod, poru(n)ca și che(l)tuiala, // spre cea de obște a pravoslavnicilor // folosința. // Îndireptând cârma pravoslăviii // preasfințitul mitropolit kir // Theodosie // În anul mântuirii 1693. // Și s-au tipărit întru Sfânta // Mitropolie a Ugrovlahiei. | Institutul de Cercetări Eco-Muzeale „Gavrilă Simion”, Tulcea | Cimec    |
|      | Sfânta și Dumnezeiasca Evanghelie | Datare: 1697 Școală: În Sfânta Mănăstire [Tipografia Domnească] / Antim Ivireanul Dimensiuni: In folio (29,5 x 20,5) Material: hârtie bombicină                                                         | Sfânta și Dumnezeiasca // Evanghelie // Cu voia prealuminatului și înălța// tului Domn, și oblăduitoriu // a toată Țara Rumânească, Io // Constandin B. Voievod. // Și cu porunca purtătoriului pravoslaviei // preasfințitul Kir Teodosie Mitropolitul // a toatei Țări Rumânești, și // exarhu plaiurilor. // Acum a doua oara tipărită și diortosi// tă mai cu multă nevoință. // În Sfânta Mănăstire în Sneagov, // La anul de la spășenia lumii, 1697 // De smeritul întru ermonahi // Antim Ivireanul. | Institutul de Cercetări Eco-Muzeale „Gavrilă Simion”, Tulcea | Cimec    |
|      | Codica criminală | Datare: 1838 Școală: În Tipografia Albinei Dimensiuni: In -4 (24 x 19 cm) Material: Hârtie cu filigran: "Vanderley 1836"; coroana.                                                                      | Codica criminală. // A doua oară tipărită // în zilile Preînălțatului Domn // Mihail Grigoriu Sturza V.V. // Domn Țării Moldovii. // Eșii // În Tipografia Albinei //1838. | Institutul de Cercetări Eco-Muzeale „Gavrilă Simion”, Tulcea | Cimec    |
|      | Les Intermedes de Talloires: Fantaisies decoratives tres pueriles [...] | Datare: 1923 Școală: Tipograf Victor Jacquemin Dimensiuni: In -4 (26 x 20 cm) Material: hârtie cu filigran                                                                                              | | Institutul de Cercetări Eco-Muzeale „Gavrilă Simion”, Tulcea | Cimec    |
|      | Historia rerum ubique gestarum: Cum locorum descriptione non finita Asia Minor incipit Autor: Pius al II-lea, papă | Datare: 1477 Școală: Johann von Koln et Johann Manthen Dimensiuni: In folio (30 x 22 cm) Material: hârtie cu filigran - balanta                                                                         | Pii. II. Pontificis Maximi. Histo--ria rerum ubique gestarum.//Cum locorum descriptione non//finita Asia Minor incipit Colofon: Pii. II. Ponti. Maximi historiae rerum ubique gestarum prima pars//finitur: impressioni Venetiis dedita: per Johannem de Co//lonia sociumque eius Johannem Manthen de Gherretzem anno//millesimo: CCCCLXXVII. | Institutul de Cercetări Eco-Muzeale „Gavrilă Simion”, Tulcea | Cimec    |
|      | Carte românească de învățătură (Cazania lui Varlaam) | Datare: 1643 Școală: În Tipariul Domnesc. În Manastirea a Trei Sfetiteli. Iași Dimensiuni: In folio (28 x 20 cm) Material: Hârtie cu filigran "cal si calaret" dreapta                                  | Carte Românească//de învățătură Dumenecele//preste an și la praznice împărăte//ști și la svânți Mari.//Cu zisa și toată cheltuiala//lui Vasilie Voivodul.//și domnul țarai Mol[dovei]. Din multe//scripturi tălmăcită//Din limba sloveniască pre limba Romeniască//De Varlaam Mitropolitul// de Țara Moldovei.//În Tipariul Domnesc. În Mănăstirea//a Trei Săfetiîteli în Iași. De la Hs. 1643. | Institutul de Cercetări Eco-Muzeale „Gavrilă Simion”, Tulcea | Cimec    |
|      | Orânduiala slujbei … la ziua Sfinților slăviți și mari împărați Constantin și Elena Autor: Cu voia prealuminatului domn a toată Țara Românească Ioan Constantin Basarab Voievod.                                                             | Datare: 1696 Școală: [Tipografia Domnească din Mănăstirea Snagov] Dimensiuni: In 4 mic (19 x 14 cm) Material: Hârtie cu filigran                                                                        | ORÂNDUIALA // Slujbei în 21 a lunii mai // la ziua Sfinților slăviți și de ase // menea cu apostolii mari Împărați Constantin și Elena. // Acum întâi osebi tipărită slovenește, // cu voia prealuminatului și înăl // țatului domn a toată // Țara Rumânească // Ioan Constantin B. Basarab Voievod // în vremea păstoriei Prea Sfințitului Kir // Teodosie, Mitropolitul Țării și // exarhu Laturilor. // La anul de la Hristos 1696, Fevruarie 6 // în Snagov. | Institutul de Cercetări Eco-Muzeale „Gavrilă Simion”, Tulcea | Cimec    |
|      | Chiriacodromion sau Evanghelie învățătoare: care are întru ea cazanii la toate duminecile preste an Autor: Cu blagoslovenia preasfințitului kir Atanasie Mitropolitul Țării                                                                  | Datare: 1699 Școală: În Sfânta Mitropolie / Tipograf: Mihai Iștvanovici Dimensiuni: In folio (29,5 x 19,5 cm) Material: Hârtie cu filigran „cal și călăreț”, lună și literă, alte compoziții heraldice. | CHIRIACODROMION // sau // Evanghelie învățătoare // care are întru în cazanii la toate Duminecile // preste an, și la Praznicele Domnești și // la sfinții cei numiți. // Acum întâi întru acesta chip așezată și // tipărită, și mai luminat în limba // rumănească diortosită. // Supt biruința prea luminatului și înnălțatului // Iosif Leopold // Craiul Budei și al Țării Ungurești și // al Ardealului. // Find guvernator țării Măria Sa Bamfi Gheorghie. // Cu blagoslovenia prea sfințitului Kir // Atanasie Mitropolitul țării. // În Sfânta Mitropolie în Belgrad. // în anul dela mântuirea lumii 1699 // de Mihai Iștvanovici Tipograful // Tu Ex Ugrovlahia (cel din Țara Românească). | Institutul de Cercetări Eco-Muzeale „Gavrilă Simion”, Tulcea | Cimec    |
|      | Cazanii de Prăznuire: la toate praznicile ceale dumnezeiești Autor: Ilie Miniat | Datare: 1742 Școală: În Tipografia Sfintei Mitropolii Dimensiuni: In folio (29 x 20 cm) Material: Hârtie neacidă                                                                                        | | Institutul de Cercetări Eco-Muzeale „Gavrilă Simion”, Tulcea | Cimec    |
|      | Sfânta și Dumnezeiasca Evanghelie Autor: Cu blagoslovenia și cu toată cheltuiala Preasfințitului Kir Neofit de la Crit, Mitropolitul a toată Țara Rumânească                                                                                 | Datare: 1742 Școală: În Tipografia Mitropoliei / Tipograf: Popa Stoica Iacovici Dimensiuni: In folio (28 x 20 cm) Material: Hârtie neacidă                                                              | | Institutul de Cercetări Eco-Muzeale „Gavrilă Simion”, Tulcea | Cimec    |
|      | Sfânta și dumnezeiasca Evanghelie Autor: Iară cu blagoslovenia și toată cheltuiala a Preasfințitului Kir Neofit Criteanul, mitropolitul a toatei Țări Rumâneșci                                                                              | Datare: 1750 Școală: În Sfânta Mitropolie / Și s-au tipărit după orânduiala cei grecești de Barbul Buc[ureșteanul] i Grigorie Tipografi Dimensiuni: In folio (30,5 x 21,5 cm) Material: Hârtie neacidă  | | Institutul de Cercetări Eco-Muzeale „Gavrilă Simion”, Tulcea | Cimec    |
|      | Historia Pannonica: sive Hungaricarum rerum Decades IV et Dimidia Libris XLV comprehensae Autor: Antonio Bonfini, Joannes Sambuco | Datare: 1690 Școală: Sumptibus Haeredum Joannis Widenfeldt et Godefridi de Berges Dimensiuni: In folio (33 x 20 cm) Material: Hârtie cu filigran                                                        | Antonii Bonfinii // Historia // Pannonica: // sive // Hungaricarum // rerum // Decades IV. // et dimidia // Libris XLV. comprehensae: // quibus eiusdem regni, populorumque // origines et antiquitates, Provinciarum descriptiones, mores et con-// suetudines: fluminum ortus et tractus: expeditionum et rerum // belli domique gestarum commentaria copiosissima ad cu-// riosam Lectoris scientiam edisseruntur. // Accedunt tractatus aliquot seu ap-// pendices variorum auctorum et rerum, una cum priscorum // Regum Hungaria Decretis et Constitutionibus // Auctore // Joanne Sambuco. // […] // Coloniae Agrippinae // Sumptibus Haeredum Joannis Widenfeldt // et Godefridi de Berges. // Anno M.DC.LXXXX // Cum Privilegio S.C. Majestatis. | Institutul de Cercetări Eco-Muzeale „Gavrilă Simion”, Tulcea | Cimec    |
|      | E Logike / Ek palaionte kai neoteron syneranistheisa Autor: Upo Eugeniou Diakonou tou Boulgareos [Evghenie Vulgaris] | Datare: 1766 Școală: En te Tupographia tou Breitkopph Dimensiuni: In 8 mare (21,5 x 13,5 cm) Material: Hârtie neacidă                                                                                   | Ē Logikē // ek palaiōnte kai neōterōn // suneranistheisa. // Upò // Eugeniou Diakonou // tou Boulgareōs. // Ēs protétakhtai // aphēgēsis proeisodiōdēs // perì // árkhēs kaì proódou tēs katà tēu philosophian ensáseōs //kai prodiatribai tettares eisagōgikai // eis ăpasan én génei tēn philosophian protelesikai. // Ekdotheĩsa // spoudēte kai philotimō dapanē // toũ ellogimōtátou kai exokhōtátou en iatrophilosóphois // kuriou // Thōma Mandakasou // toũ ek Kastorias. // En Leipsia tēs Saxonias // En tē Tupographia toũ Breitkópph. Étei 1766 | Institutul de Cercetări Eco-Muzeale „Gavrilă Simion”, Tulcea | Cimec    |
|      | Logikē / Xynyphantheĩsa mèn yp autoũ Latinisì method mathēmatikē katà Bólphion Autor: Phriderikou Khristianou Baumaisterou | Datare: 1795 Școală: En toũ Ellēnikoũ Typographía Geōrgíou Bendótē Dimensiuni: In 4 (22 x 19 cm) Material: Hârtie neacidă                                                                               | Phriderikou Khristianou // Baumaisterou // LOGIKĒ // Xynyphantheĩsa mèn yp autoũ Latinisì method mathēmatikē // katà Bólphion. Metaphratheĩsa dè apò tēs Latinídos eis tēn Elláda // phōnēn parà toũ Sophologiōtátou Didaskálou Kyríou // Nikolaou Barkosē // toũ ex Iōannínōn. // Týpois ekdotheĩsa analōmasin // Athanasiou Geōrgiou Manousē // toũ ek Siatístēs. // Di epimeleias kaì akriboũs diorthōdeōs spoudaíou tinòs perì tà // entaũtha philosophikà mathēmata enaskholouménou. // En Biennē tēs Aoustrias 1795 // En toũ Ellēnikoũ Typographía Geōrgíou Bendótē. | Institutul de Cercetări Eco-Muzeale „Gavrilă Simion”, Tulcea | Cimec    |
|      | Paidagōgia Autor: Syntetheĩsa mèn parà toũ en Ierodidaskálois A'risou Kyríou Gabriēl Kallona toũ ex Androu [Gavriil Kallonas] | Datare: 1800 Școală: Parà tō Phràntz 'Antōniō Skhraimbl Dimensiuni: In 8 mare (18 x 12 cm) Material: Hârtie neacidă                                                                                     | PAIDAGŌGIA // Periékhousa // Pánu ōphelimous nouthesíaste kai oĩon dē // Kanónas peri toũ pōs deĩ anatréphethai // tà paidía. // Syntetheĩsa mèn parà toũ en Ierodidaskálois A'risou // Kyríou // GABRIĒL KALLONA // toũ ex Androu. // Meth' ősēs dè pleísēs epimeleias diorthōtheĩsa kaì // nyn prōton týpois ekdotheĩsa // parà // Ignatiou Arkhimandritou // kai // Geōrgiou Kallona // tōn Aytadelphōn. // En Biénnē tēs Aoustrias // Parà tō Phràntz 'Antōniō Skhraimbl. // 1800 | Institutul de Cercetări Eco-Muzeale „Gavrilă Simion”, Tulcea | Cimec    |
|      | Epitomē Astronomias Autor: Syggrapheĩsa ýpò 'Ierōnymou Laland [Joseph Jérôme François de Lalande] | Datare: 1803 Școală: En tē typographía Geōrgíou Bendótē Dimensiuni: In 8 mare (19,5 x 12,5 cm) Material: Hârtie neacidă                                                                                 | EPITOMĒ // ASTRONOMIAS // Syggrapheĩsa ýpò // 'IERŌNYMOU LALAND // […] Metaphrastheĩsa eìs tēn kathōmilēménēn 'Ellēni-// kēn diálekton // parà // D.D. toũ PHILIPPIDOU // toũ àpò Mēliōn toũ Pēlíou őrous. // Nyn prōton týpois èkdotheĩsa, èpistasía, syndromē kaì // diorthōsei toũ Arkhimd. // ANTHIMOU GAZĒ. // Khárin tōn philomoúsōn toũ ˋEllēnikoũ Génous // TOMOS Aˋ. // ˋEn Biénnē tēs Aoustrias 1803 // ˋEn tē typographía Geōrgíou Bendótē. | Institutul de Cercetări Eco-Muzeale „Gavrilă Simion”, Tulcea | Cimec    |
|      | Epitomē Astronomias Autor: Syggrapheĩsa ýpò 'Ierōnymou Laland [Joseph Jérôme François de Lalande] | Datare: 1803 Școală: En tē typographía Geōrgíou Bendótē Dimensiuni: In 8 mare (19,5 x 12,5 cm) Material: Hârtie neacidă                                                                                 | | Institutul de Cercetări Eco-Muzeale „Gavrilă Simion”, Tulcea | Cimec    |
|      | Manuscris Autor: Autor / copist necunoscut | Datare: [sf. sec. XVII - încep. sec. XVIII] Dimensiuni: In folio (27 x 20 cm) Material: Hârtie de proveniență germană cu filigran (sf. sec. XVI)                                                        | | Institutul de Cercetări Eco-Muzeale „Gavrilă Simion”, Tulcea | Cimec    |
|      | Description d'excursion en sud de l'Allemagne et en Suisse Autor: Ecrite par Nicolas de Caradja | Datare: 186_ [1865-1869] Dimensiuni: In folio (29,5 x 23,5 cm) Material: Hârtie specifică fără filigran                                                                                                 | | Institutul de Cercetări Eco-Muzeale „Gavrilă Simion”, Tulcea | Cimec    |
|      | Sponsalia. Chant alterne sur le mode antique Autor: Alexandru A.C. Sturdza | Datare: 1893 Dimensiuni: In 8 mare (21 x 16,5 cm) Material: foi carton protejate de hârtie specială cu filigran                                                                                         | | Institutul de Cercetări Eco-Muzeale „Gavrilă Simion”, Tulcea | Cimec    |

## Fond
| Foto | Informații generale | Detalii tehnice | Descriere | Deținător                                                    | Legături |
| ---- | --- | --- | --- | ------------------------------------------------------------ | -------- |
|      | Triodion: ce să zice Tripeasneță Autor: Den porunca și toată cheltuiala prealuminatului domn Constantin Basarab Voievod                                                                                     | Datare: 1700 Școală: În Sfânta Episcopie / Tipograf: Mitrofan Dimensiuni: In folio mare (33 x 22 cm) Material: Hârtie bombicină.             | TRIODION // ce să zice: // Tripeasneță // Care acum întâi s-au tipărit, den // porunca și toată cheltuiala // prea luminatului domn, Io // Constantin Basarab // Voievod. // Mitropolit fiind a toată țara Kir // Teodosie // Și s-au tipărit în Sfânta Episcopie de la Buz(ău) // în anul de la zidirea lumii 7208. | Institutul de Cercetări Eco-Muzeale „Gavrilă Simion”, Tulcea | Cimec    |
|      | Chiriacodromion sau Evanghelie învățătoare Autor: Cu blagoslovenia și cu toată cheltuiala Preasfințitului mitropolit al Ungrovlahiei Kir Ștefan                                                             | Datare: 1732 Școală: În Sfânta Mitropolie / Tipograf: Stoica Iacovici Dimensiuni: In folio (28 x 20 cm) Material: Hârtie neacidă cu filigran | CHIRIACODROMION // sau // Evanghelie învățătoare // care are întru în cazanii la toate duminecile // preste an și la praznicele domnești și // la sfinții cei numiți. // Acum într-acesta chip tipărită și diorto- //sită mai luminat în limba // rumănească // întru întâiul an al ceii de Dumnezeu înnălțatei // domnii a prea luminatului și înnălțatu-// lui Domnului nostru // Io Constantin // Nicolae Voievod // cu blagoslovenia și cu toată cheltuiala a prea // sfințitului mitropolit al Ungrovlahiei // kir Ștefan. // În Sfânta Mitropolie în București // La anul de la zidirea lumii leat 7240 // Iară de la Întruparea Domnului 1732 // De cucearnicul între preoți Popa Stoica // Iacovici Tipograful | Institutul de Cercetări Eco-Muzeale „Gavrilă Simion”, Tulcea | Cimec    |
|      | Sfintele și dumnezeieștile Liturghii: a celor dintru sfinți Părinților noștri a lui Ioan Zlatoust, a lui Vasilie cel Mare și a Prejdesșteniei Autor: Cu blagoslovenia preasfințitului mitropolit Kir Neofit | Datare: 1747 Școală: În Sfânta Episcopie Dimensiuni: In 8 mare (20 x 16 cm) Material: Hârtie neacidă                                         | | Institutul de Cercetări Eco-Muzeale „Gavrilă Simion”, Tulcea | Cimec    |
|      | Eukhologion: adică Molitvenic Autor: Cu toată cheltuiala iubitoriului de Dumnezeu Episcopul Buzăului Kir Metodie                                                                                            | Datare: 1747 Școală: În Sfânta Episcopie Dimensiuni: In 8 mare (19,5 x 15 cm) Material: Hârtie neacidă                                       | | Institutul de Cercetări Eco-Muzeale „Gavrilă Simion”, Tulcea | Cimec    |